# Jacques Courtois

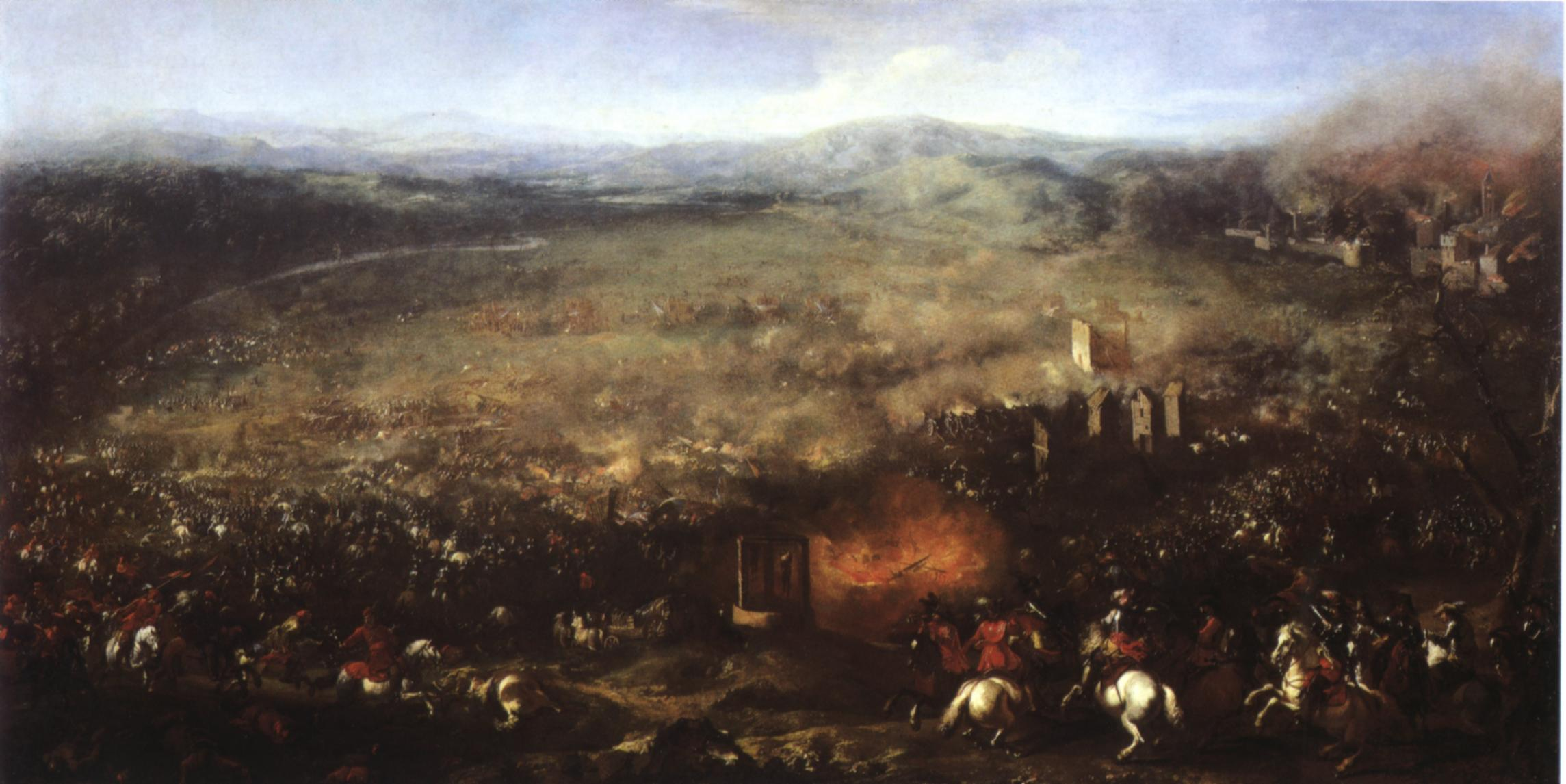
"Batalha de Lützen (1632)", de Courtois.

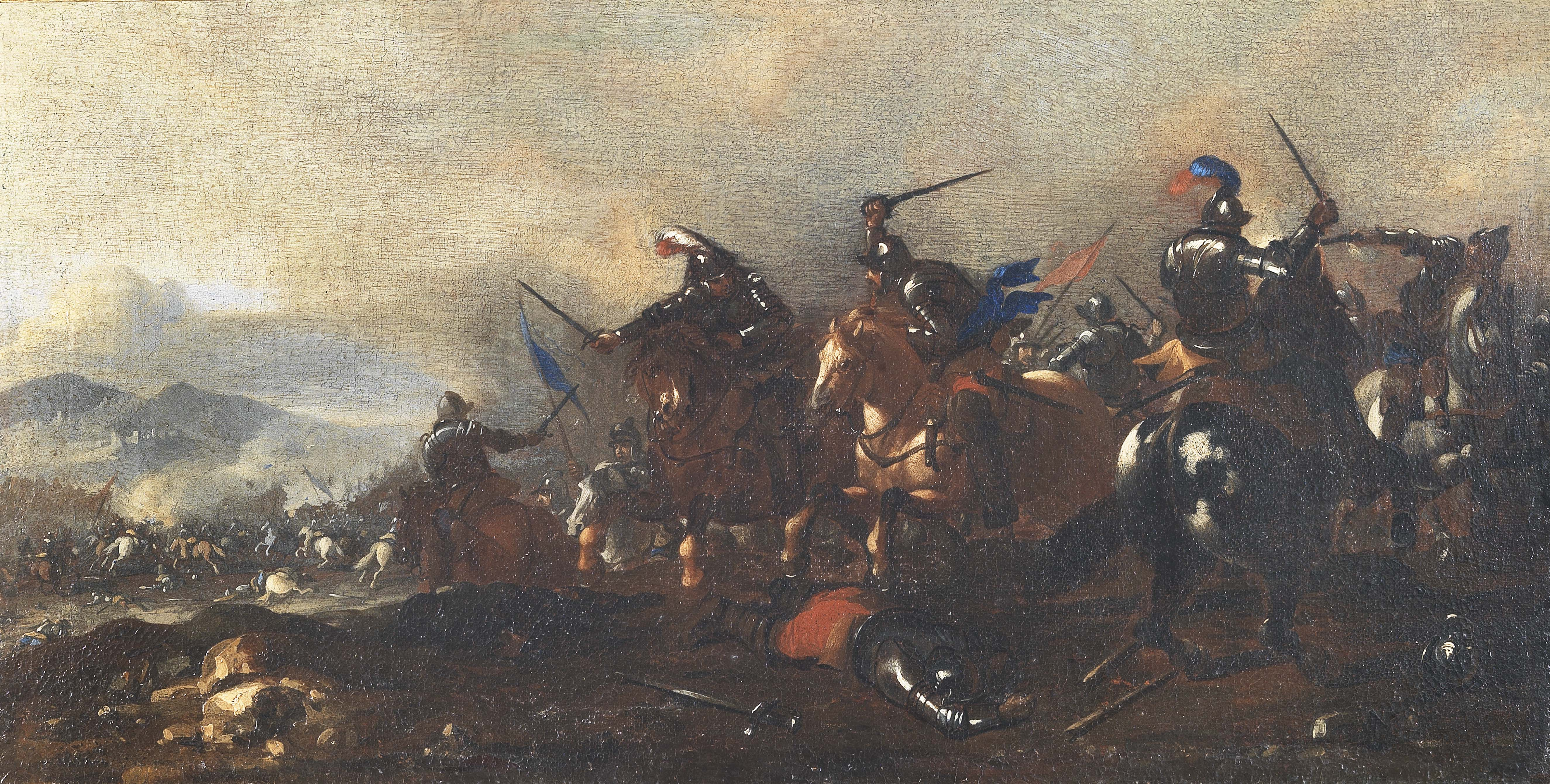
"Batalha de Cavalaria", de Courtois.

Jacques Courtois (Saint-Hippolyte, 1621–20 de maio de 1676 (55 anos)?) , dito il Borgognone e chamado também de Giacomo Borgognone, foi um pintor barroco francês que trabalhou também na Itália. Era irmão de Guilherme (Guillaume), outro pintor ativo na Itália na época.

## História
Jacques era filho de um pintor de Saint-Hippolyte, onde estudou até os quinze anos. Por volta de 1637, foi para Milão para ampliar seus estudos. Depois, serviu por três anos no exército francês, uma experiência que influenciaria suas obras no futuro.
Com renovado interesse pela arte, seguiu para Bolonha e estudou com Guido Reni. De lá foi para Roma, onde pintou o "Milagre dos Pães" no mosteiro cisterciense. Finalmente Jacques se assentou na cidade e passou a pintar no seu estilo característico, especialmente pintura de batalhas, um tema que lhe valeu grande fama. Seus méritos foram reconhecidos quando Cerquozzi, o "Michelangelo das batalhas", o chamou de "mestre".
Coma as dificuldades financeiras no passado, casou-se com a filha de um pintor, Maria Vagini, que morreu apenas sete anos depois. O príncipe Matias de Médici da Toscana encomendou algumas de suas mais importantes obras para sua villa, Lappeggio, nas quais Courtois representou com bastante acuracidade as vitórias militares do príncipe. Em Veneza, pintou para o senador Sagredo algumas importantes cenas de batalha. Em Florença, entrou para a Companhia de Jesus, tomando o hábito em Roma, em 1655. Logo em seguida surgiram rumores caluniosos de que ele teria feito isto para escapar da punição por ter envenenado sua esposa.
Como jesuíta, Courtois pintou muitas obras para igrejas e mosteiros da Companhia. Passou a viver piedosamente em Roma, onde morreu de apoplexia em 20 de maio de 1676 (ou 1670 ou 1671, dependendo do relato). O pintor Pandolfo Reschi era seu pupilo.

## Estilo
O estilo de Courtois é bastante singular, pois mostra uma peculiar mistura dos estilos de sua França natal com o de sua Itália adotiva. Suas cenas de batalha são cheias de movimento e chamas, cores quentes (muitas já escurecidas atualmente) e revelam um grande nível de controle nas pinceladas, sendo as de tamanho mais moderado as mais apreciadas. Todas são leves na execução e mostram as batalhas à distância para dar-lhes um senso de perspectiva. 